# Сергей Верешчагин
Сергей Василиевич Верешчагин (на руски: Сергей Васильевич Верещагин) е руски художник. Участник в Руско-турската война (1877 – 1878).

## Биография
Сергей Верешчагин е роден на 19 декември 1845 г. в Пьортовка, Новгородска губерния, в семейството на потомствен дворянин. Посвещава се на военното поприще. Завършва Морския кадетски корпус, но не постъпва във флота.
Завършва Рисувателното училище в Санкт Петербург. Пътешества и рисува в Кавказ (1864 – 1867). Работи в канцеларията на Вологодския губернатор.
Живее в Париж и работи в частното рисувателно студио на френския художник и педагог Жан-Леон Жером.
Завръща се в Русия и работи в мандрите и маслобойните на своя брат Николай Верешчагин. Произвеждат популярното вологодско масло.
Участва като доброволец в Руско-турската война (1877 – 1878). Назначен е за ординарец на генерал-майор Михаил Скобелев и изпълнява трудни и опасни поръчения. В състава на сборния отряд на генерал-майор Александър Имеретински се отличава при превземането на Ловеч на 22 август 1877 г. Раняван е пет пъти и е награден с „Георгиевски кръст“ IV степен. Бие се храбро при третата атака на Плевен. Убит е от вражески куршум на 30 август 1877 г.
Родство: братя Василий Верешчагин и Александър Верешчагин.